# Ricky VII
Ricky VII est un album de bande dessinée humoristique écrit et dessiné par Frank Margerin, paru en 1984.